# Management-development
Management-development is het organisatieproces dat zorg draagt voor continuïteit en kwaliteit van het management van organisaties. Management Development is het geheel van maatregelen en activiteiten gericht op het werven, selecteren, aanstellen, begeleiden, overplaatsen en ontwikkelen van (toekomstige) managers. Andere gebruikte termen zijn Executive Development en de afkorting 'MD'.
De afdeling MD maakt veelal deel uit van de afdeling personeelsbeleid of humanresourcemanagement van bedrijven met meerdere duizenden medewerkers. Omdat Management Development zich richt op de top van grotere organisaties, is het altijd sterk internationaal georiënteerd.

## Aandachtsgebieden
Aandachtsgebieden van MD zijn:
- Instroom van (toekomstige) leidinggevenden: werving en selectie
- Loopbaanbegeleiding;
- Opleiding & Ontwikkeling: o.a. (functioneringsgesprek, personeelsbeoordeling, opleiding & training, competentiemanagement)